# 안드레아스 쾨프케
안드레아스 쾨프케(독일어: Andreas Köpke, 1962년 3월 12일, 킬 ~ )는 독일의 전직 축구 선수이자 현 축구 지도자로 선수 시절 올리버 칸과 함께 독일의 전설적인 골키퍼로 명성을 떨쳤다.

## 선수 시절

### 클럽
1979년 고향팀인 홀슈타인 킬에서 프로에 데뷔한 이후 SSC 베를린, 헤르타 BSC, FC 뉘른베르크, 아인트라흐트 프랑크푸르트, 올랭피크 드 마르세유 등의 클럽에서 무려 22년 동안 선수로 활약했다.
특히 1986년부터 1994년까지 8년 동안 뉘른베르크의 주전 골키퍼로 꾸준히 활약하며 1988-89년 UEFA 유로파리그 진출에 기여했고 1996년부터 1999년까지 올랭피크 드 마르세유에서도 활동하며 1998-99 리그앙 준우승, 1998-99년 UEFA 유로파리그 준우승 등에 이바지했다.
이후 1998-99 시즌을 마친 후 친정팀인 뉘른베르크로 복귀하여 2000-01 시즌까지 두 시즌 동안 활동하면서 2. 분데스리가 2000-01 우승을 이끈 후 22년간의 선수 생활에 마침표를 찍었다.

### 국가대표팀
선수 데뷔 11년만인 1990년 처음으로 독일 A대표팀에 승선한 이후 1990년 FIFA 월드컵 우승, UEFA 유로 1992 준우승 등의 주역이 되었고 1993년에는 독일 올해의 선수에 선정되었을만큼 소속팀 뉘른베르크에서는 뛰어난 활약을 펼쳤음에도 당시 대표팀의 주전 골키퍼였던 보도 일그너의 그늘에 가려져 1994년 FIFA 월드컵 8강 탈락 이후 일그너가 은퇴할 때까지 4년 동안은 서브 골키퍼 자리에 머물러야 했다.
그러나 1994년 일그너가 국가대표팀에서 은퇴하자마자 독일 대표팀의 주전 골키퍼 자리를 꿰찬 이후 4년 동안 독일의 골문을 든든히 지켰으며 특히 잉글랜드와의 UEFA 유로 1996 4강전 승부차기에서 상대팀의 마지막 키커인 개러스 사우스게이트 현 잉글랜드 대표팀 감독의 슈팅을 막아내며 독일의 통산 3번째 유로 대회 정상 탈환을 이끌어낸 것은 물론 국제축구역사통계연맹이 선정한 이 대회 최우수 골키퍼에 이름을 올렸다. 
그러나 2년 후 열린 1998년 FIFA 월드컵 본선에서 현재 크로아티아 축구 협회의 회장직을 맡고 있는 다보르 슈케르가 맹활약하던 돌풍의 팀 크로아티아에 0-3으로 완패를 당하며 2회 연속 월드컵 8강에서 탈락한 이후 국가대표팀 유니폼을 반납했다.

## 지도자 경력

### 독일 축구 국가대표팀
2001년 선수 생활을 마감한 이후 2004년 독일 A대표팀의 골키퍼 코치로 본격적인 지도자 커리어를 시작했고 그 후 17년동안 올리버 칸, 옌스 레만, 마르크안드레 테어 슈테겐, 마누엘 노이어, 베른트 레노 등의 세계적인 골키퍼들을 지도하며 2005년 FIFA 컨페더레이션스컵 3위, 2006년 FIFA 월드컵 3위, UEFA 유로 2008 준우승, 2010년 FIFA 월드컵 3위, UEFA 유로 2012 4강, 2014년 FIFA 월드컵 우승, UEFA 유로 2016 4강, 2017년 FIFA 컨페더레이션스컵 우승 등의 굵직한 성과들을 만들어냈으나 2018년 FIFA 월드컵에서는 멕시코와 대한민국에 패하며 1938년 이후 80년만의 1라운드 탈락이라는 아픔을 맛보기도 했다.
그리고 UEFA 네이션스리그에서도 두 시즌 동안 이렇다할 뚜렷한 성과를 내지 못했고 독일 대표팀 골키퍼 코치로서의 사실상 마지막 대회인 UEFA 유로 2020에서도 16강에서 라이벌 잉글랜드에 완패를 당한 이후 독일 대표팀 골키퍼 코치직에서 물러났다.

### 헤르타 BSC
독일 대표팀 골키퍼 코치로 활동 중이던 2019년 친정팀인 헤르타 BSC의 골키퍼 코치로 잠시 부임하여 위르겐 클린스만 감독을 보좌하기도 했다.

### 대한민국 A대표팀
2023년 3월 9일 대한민국 A대표팀 골키퍼 코치로 전격 부임하며 1개월 전 대한민국 대표팀의 73대 사령탑으로 취임한 위르겐 클린스만 감독과 재회했고 같은 해 3월 24일 울산문수축구경기장에서 열린 콜롬비아와의 친선 경기에서 대한민국 대표팀 골키퍼 코치 데뷔전을 치렀다.
그러나 이듬해에 열린 2023년 AFC 아시안컵 4강에서 중동의 복병 요르단에 패하며 탈락한 이후 클린스만 감독이 1년만에 경질됨과 동시에 대한민국 대표팀 골키퍼 코치직에서 물러났다.

## 수상

### 클럽 (선수)
올랭피크 드 마르세유
- 리그 1 : 준우승 (1998-99)
- UEFA 유로파리그 : 준우승 (1998-99)

FC 뉘른베르크
- 2. 분데스리가 : 우승 (2000-01)

### 국가대표팀 (선수)
독일
- FIFA 월드컵 : 우승 (1990)
- UEFA 유럽 축구 선수권 대회 : 우승 (1996), 준우승 (1992)

### 국가대표팀 (지도자)
독일 (골키퍼 코치)
- FIFA 월드컵 : 우승 (2014), 3위 (2006, 2010)
- UEFA 유럽 축구 선수권 대회 : 준우승 (2008), 4강 (2012, 2016)
- FIFA 컨페더레이션스컵 : 우승 (2017), 3위 (2005)

### 개인
- 키커 선정 분데스리가 올해의 팀 : 1987–88, 1992–93, 1994–95
- 독일 올해의 선수 : 1993
- UEFA 유럽 축구 선수권 대회 베스트 11 : 1996
- 유럽 최우수 골키퍼 : 1996
- IFFHS 세계 최우수 골키퍼 : 1996
- 키커 랑리스테 : WK 5회, IK 11회